# Верхние Сиры
Верхние Сиры (хак. Ӧлен Чазы) — деревня в Таштыпском районе.
ГНИИМБ: 1902
Расположена в 16 км к юго-западу от райцентра — с. Таштып, на р. Сиры. Расстояние до ближайшей ж.-д. станции — 55 км.
Население — 231 человек (на 01.01.2004), в том числе хакасы — 98 %, русские — 2 %.
Деревня основана в XIX в.
Имеется начальная школа (основана в 1924).

## Население
| 2002 | 2010 |
| ---- | ---- |
| 237  | ↘222 |